# Bothrops jonathani
Bothrops jonathani är en ormart som beskrevs av Harvey 1994. Bothrops jonathani ingår i släktet Bothrops och familjen huggormar. Inga underarter finns listade.
Arten förekommer i Anderna i Bolivia och i angränsande områden av Argentina. Den första individen upptäcktes vid 2800 meter över havet. Honor lägger inga ägg utan föder levande ungar.